# Wols
Wols, pseudônimo de Alfred Otto Wolfgang Schulze, foi um pintor alemão (Berlim, 27 de maio de 1913 - Paris, 1 de outubro de 1951). 
Começou a vida como violinista. Mais tarde estudou com Mies van der Rohe e se radicou em Paris. Teve sucesso como fotógrafo na Exposição Internacional de 1937. Com a guerra, foi internado como súdito alemão. Nessa época começou a pintar, e a ilustrar com gravuras textos de Sartre, Kafka, Paulhan etc. Depois de 1945 agrupou em seu redor inúmeros pintores, como o brasileiro Antônio Bandeira.
Wols foi o responsável pela atual tendência tachista ou informal, em pintura, sendo das mais decisivas sua influência sobre a arte contemporânea. Misturam-se em suas criações elementos surrealistas, expressionistas e simbolistas.